# Program Ars (Radio Slovenija)
Tretji program Radia Slovenija – program Ars je 24-urni kulturno umetniški program slovenskega nacionalnega radia, Radia Slovenija. V eter posreduje kulturne, umetniške, humanistične in znanstvene vsebine ter predstavlja dosežke domačih in tujih ustvarjalcev in znanstvenikov. Poslušalcem ponuja umirjen, a tudi polemičen in kritičen pogled na svet in umetniško ustvarjanje. 
Program Ars je s svojim delovanjem vpet v celoten slovenski kulturni prostor, tudi prek sodelovanja z radijskima hišama v Trstu (RAI Trst A) in Celovcu (ÖRF), kjer delujeta slovenska programa, ter s celovškim Radiem Agora. Aktivno sodeluje tudi z ZKP RTV Slovenija pri izdajah klasične glasbe, jazza in zvočnih knjig.
S specializiranimi oddajami spremlja dogodke doma in v tujini, se nanje kritiško odziva, predstavlja ustvarjalce in znanstvenike, skrbi za snemanje slovenskih glasbenih del in izvedb slovenskih glasbenih poustvarjalcev s področja resne glasbe in jazza, za snemanje slovenske umetniške besede in produkcijo slovenske radijske igre. Ponuja tudi oddaje verskega uredništva.
Posebno skrb namenja slovenskemu jeziku in njegovi zvočni podobi, hkrati pa v daljših pogovorih in okroglih mizah goji najvišjo kulturo dialoga in izmenjave misli.
Program Ars ponuja 80 odstotkov glasbe in 20 odstotkov govornih vsebin.